# یاورآباد
یاورآباد ، روستایی از توابع بخش دوآب صمصامی شهرستان کوهرنگ در استان چهارمحال و بختیاری است.

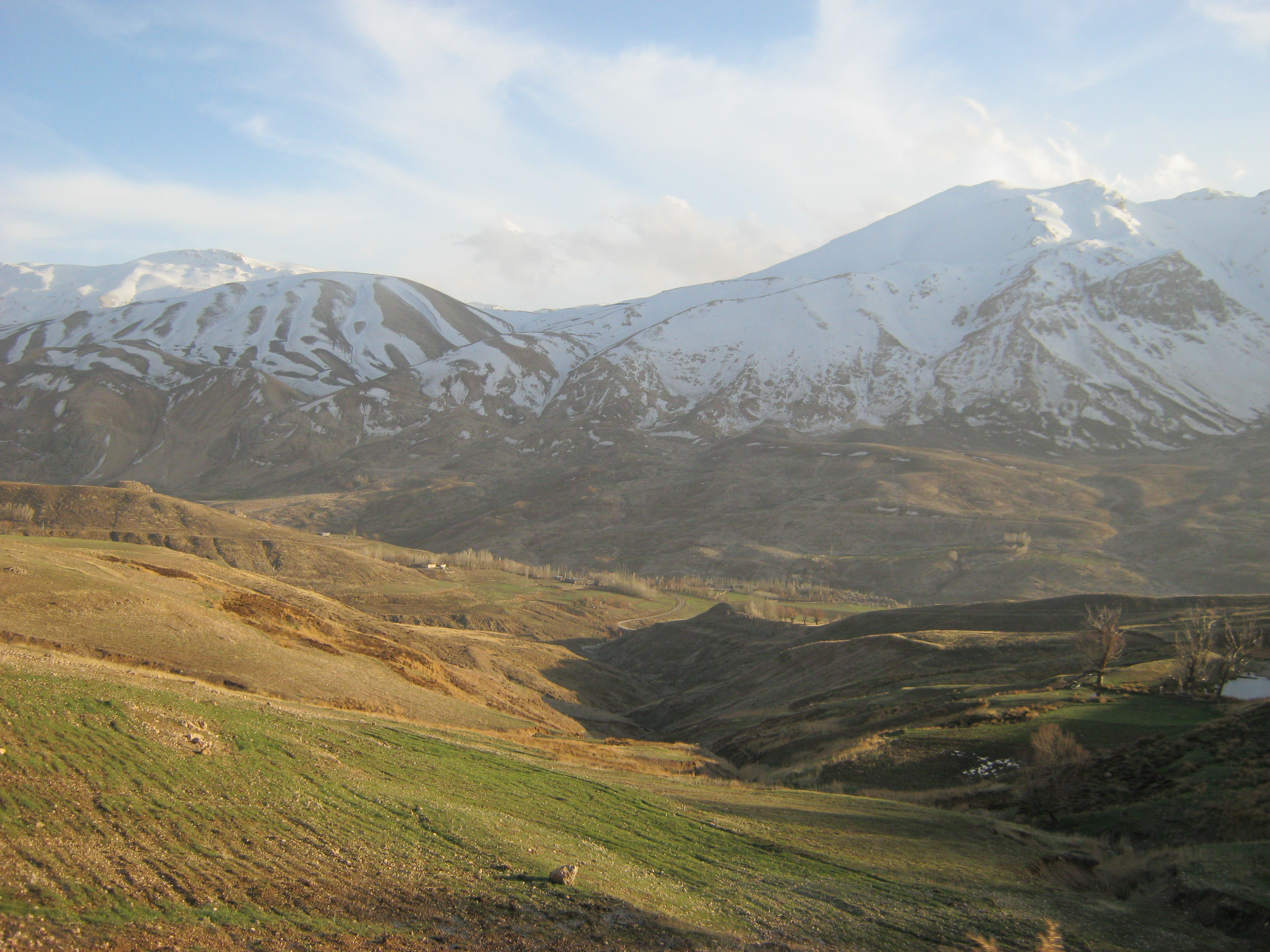

روستای یاورآباد در تاریخ ۱۳۱۲ مصادف با دستور رضاشاه مبنی بر یکجانشینی عشایر، بنا گذاشته شد.
کارشناسانی که به فرمان حکومت وقت، به بیرگان آمدند محل هایی را برای احداث روستاها انتخاب نمودند و پس از مشورت و نظرخواهی از آقایاور یکی از کلانتران طایفه راکی مالملی، محل کنونی روستا به این امر اختصاص یافت و به دلیل اینکه بنای اولیه و همچنین بسط و سامان آن توسط آقایاور و فرزندانش انجام شده بود به نام ایشان نامگذاری شد و این نام در تقسیمات ارضی کشور نیز ثبت گردید.

### شیلات ماهی
این محل علاوه بر تولید و فروش ماهی قزل آلا، محیطی بسیار زیبا برای تفریح و استراحت دارد. همچنین چشمه ای بالای سر شیلات قرار دارد که آب این مجتمع را تامین می کند . آب این چشمه بسیار سرد و گورارا است.

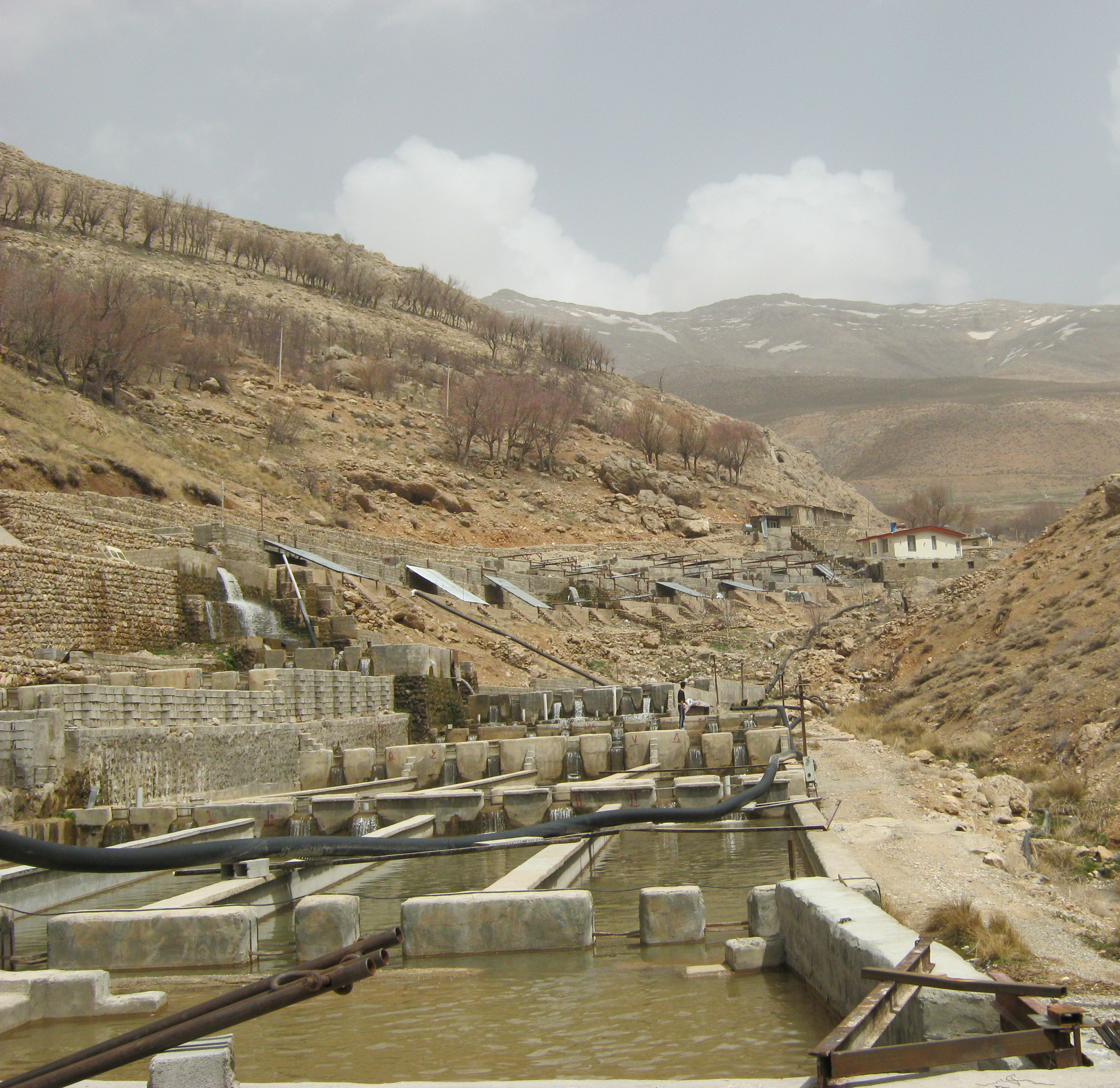

### چشمه مروارید
این چشمه که در شرق روستا قرار دارد بیشترین دبی خروجی آب را در بین چشمه های منطقه بیرگان دارا می باشد.
متاسفانه بعد از طرح های جهنمی انتقال آب مانند تونل کوهرنگ ۳ و تونل بهشت آباد، این چشمه بزرگ با دبی چند هزار لیتر، بسیار کم آب شده است.
این منطقه که در مجاورت رشته کوه زردکوه قرار دارد  آب و هوای بسیار مطبوعی دارد. زمستان ها برف فراوانی در این منطقه می بارد که سبب ایجاد بهار و تابستان های بسیار دلنشینی شده است.

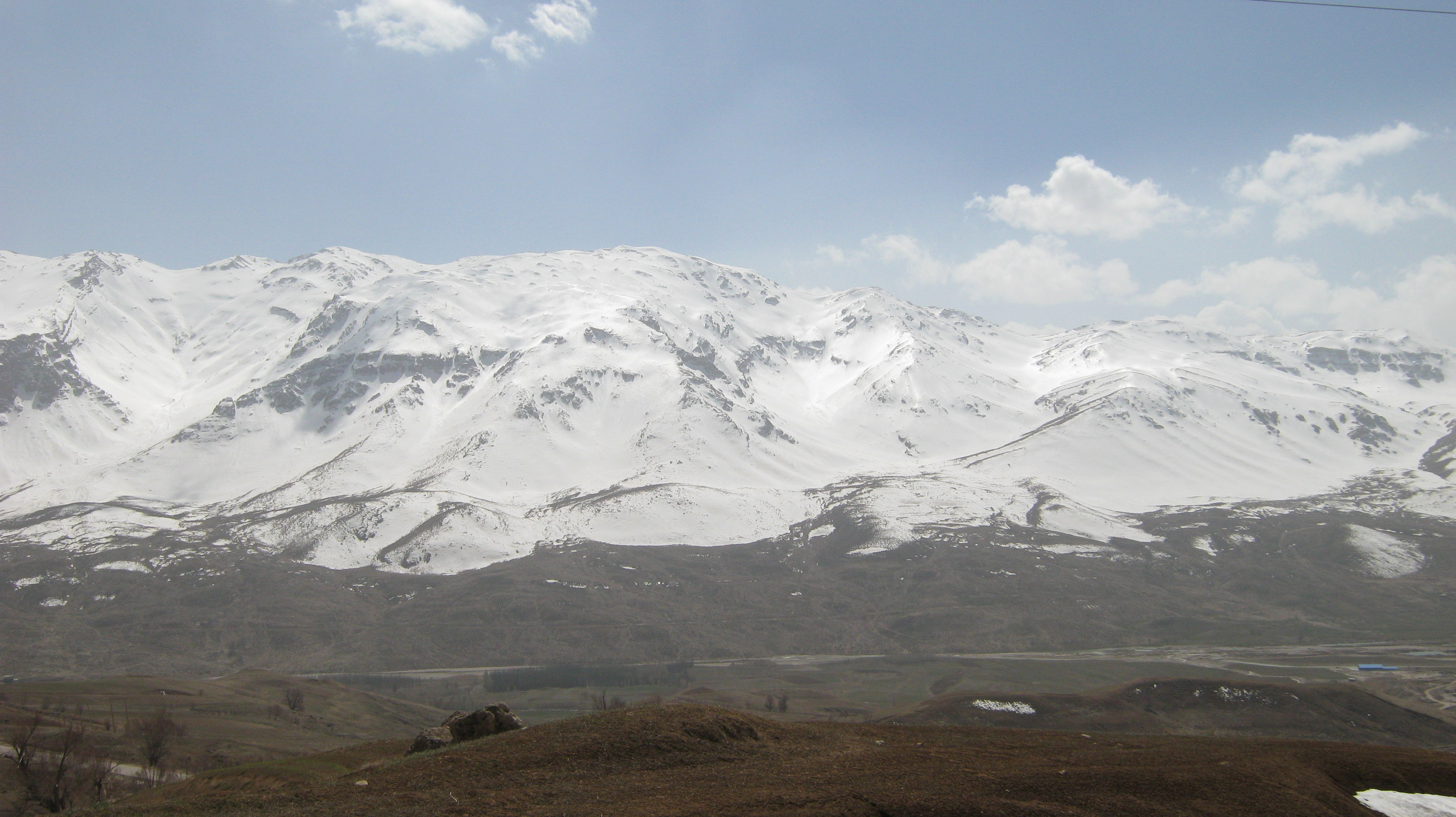

همه ی اهالی این روستا از قوم بختیاری هستند و در تقسیم بندی طوایف بختیاری بابادی باب طایفه بزرگ راکی مالملی می باشند.

## جمعیت
این روستا در دهستان بیرگان قرار دارد و براساس سرشماری مرکز آمار ایران در سال ۱۳۸۵، جمعیت آن ۷۴ نفر (۱۷خانوار) بوده‌است. در سال 1399، تعداد خانوار ساکن در این روستا به 33 خانوار مشتمل می گردد.